# Završje (Grožnjan)
Završje (talijanski: Piemonte d'Istria) je naselje u Republici Hrvatskoj, u sastavu Općine Grožnjan, Istarska županija. 

## Stanovništvo
Prema popisu stanovništva iz 2001. godine, naselje je imalo 59 stanovnika te 20 obiteljskih kućanstava.

Prema popisu stanovništva 2011. godine naselje je imalo 47 stanovnika.
| broj stanovnika | 901   | 954   | 530   | 523   | 514   | 566   | 1074  | 1108  | 251   | 148   | 100   | 80    | 73    | 61    | 59    | 47    | 39    |
|                 | 1857. | 1869. | 1880. | 1890. | 1900. | 1910. | 1921. | 1931. | 1948. | 1953. | 1961. | 1971. | 1981. | 1991. | 2001. | 2011. | 2021. |

## Arhitektura
Zvonik u Završju visok je 22 metra, a nagnut je 40 centimetara prema sjeveru zbog čega je dobio epitet kosi toranj. Toranj se nalazi uz crkvu Blažene Djevice Marije Svete Krunice u Završju. Specifičan je po tome što ne završava piramidom već ravnim krovom na kojem su podignuti nazubljeni bedemi tzv. prsobrani. Imao je ulogu i zvonika i kule na kojoj su u prošlosti boravili stražari i promatrači.

## Zanimljivosti
Završje je bilo mjestom snimanja filma o Robinu Hoodu. 27. veljače 2020., nakon tri mjeseca tijesne borbe u utrci za najbolju filmsku lokaciju Location Award osvojilo je drugo mjesto. Na Berlinalu je proglašen pobjednik, kanarski otok Hierro.